# 科帕湖
科帕湖（Qopa；[qopɑ]）是哈萨克斯坦北部阿克莫拉州的湖泊，位于哈薩克丘陵山脚下的科克舍套边，海拔223.8米（734英尺）。湖内有渔业开展。

## 概况
科帕湖东西距离约5.6千米，南北距离约12千米，总面积约14平方（5.4平方英里）（依水量不同而有变化，但近年逐渐呈下降趋势），平均深度2.0-3.0米，最大深度约6米。总集水面积3,860平方（1,490平方英里），湖泊本身所占的部分只有80平方（31平方英里），其他大部分都来自自西南方流入的恰格林卡河，以及自东南方流入的克爾沙克特河。
湖的西南岸与岸滩间有洼地隔开，东南岸则是沙子和卵石滩。 东北岸地势低平，植被茂盛，这意味着湖水基本上只在西北岸一带开放。 湖底光滑且有粘性，主要成分有淤泥质粘土、壤土和沙子。湖水平均深度约2米，但在北部可达6米。
1955年时，科帕湖的水量有3920万立方米，面积达13.6平方（5.3平方英里）。而在1955年至1990年间，湖的水量缩小了约1300万立方米，目前约为2600万立方米。湖面的振幅波动在0.5 - 1.5米之间。
科帕湖及其周边地区在行政上属于阿克莫拉州管辖。湖的西南面是布科帕山，相对高度有50-70 m。恰格林卡河从湖的西南方流入，自北方流出，因此科帕湖能调节其下游的水量。